# Östergötlands runinskrifter 6
Runinskrift Ög 6 är ett fragment av en gravhäll som hittades då Orlunda gamla kyrka revs i 1800-talets slut. Fragmentet är nu placerat vid Orlunda kyrka i Orlunda socken och Vadstena kommun. Inte mycket av inskriftens runor återstår idag men den text som bevarats lyder enligt nedan: 

## Inskriften
Translitterering: ... : þesa : ... ... bru...

Runsvenska: ... þessa ... ... bro[ður] ...

Nusvenska: ... dessa ... ... bro(der) ...